# Michael Alig
Michael Alig (South Bend, 29 april 1966 – New York, 24 december 2020) was een Amerikaanse clubpromotor en veroordeelde misdadiger. Hij was een van de leiders van de Club Kids, een groep jonge clubbezoekers uit New York die eind jaren tachtig en begin jaren negentig een cultureel fenomeen werd. In maart 1996 doodden Alig en zijn kamergenoot, Robert D. "Freeze" Riggs, mede Club Kid Andre "Angel" Melendez in een confrontatie over een drugsschuld. In oktober 1997 pleitte Alig schuldig aan doodslag met voorbedachten rade. Beide mannen werden veroordeeld tot 10 tot 20 jaar gevangenisstraf. Alig werd vrijgelaten op 5 mei 2014.
Alig overleed op 24 december 2020 op 54-jarige leeftijd aan een overdosis heroïne.